# 史培軍
史 培軍（し ばいぐん、史培军、1959年3月10日 - ）は、自然地理学、環境変動、自然災害などをおもな研究対象とする中華人民共和国の地理学者、北京師範大学教授。北京師範大学で常務副校長を務め、他にも大学内外で多数の役職に就いている。北京師範大学党委員会常任委員でもある。
また、史は、中国国家減災委専門委員会の副主任でもあり、地震災害などが発生した際にコメントが報道されることもある。2008年に四川大地震が発生した際には、国家汶川地震専門家委員会副主任として記者発表などにあたった。

## 経歴
陕北（陝西省北部）出身。
1978年3月から1982年2月まで、内モンゴル師範大学に学び、次いで1982年2月から1984年10月まで中国科学院蘭州沙漠研究所、1986年9月から1988年12月まで北京師範大学地理系で大学院課程を終え、理学博士を取得した。
1988年に北京師範大学地理系の副教授となり、1992年に教授に昇任した。
1995年9月から1996年9月まで、カリフォルニア大学バークレー校に留学した。
1997年1月に北京師範大学資源科学研究所所長となり（2003年まで）、1999年には副校長となった。